# Chlorocrambe hastata
Chlorocrambe es un género monotípico de plantas fanerógamas pertenecientes a la familia Brassicaceae. Su única especie: Chlorocrambe hastata, es originaria de Estados Unidos.

## Descripción
Son hierbas perennes, glabras; con caudex poco o no ramificado, leñoso, sin restos de hojas de los años anteriores. Tallos de 5-15 dm, erguidos, robustos,  simple o poco ramificado arriba. Las hojas caulinarias generalmente hastadas, liradas las inferioriores o sinuadamente lobuladas; pecíolo de  6-15 cm en las más bajas, llegando a ser mucho más corto hacia arriba; Limbo deltoides a lanceoladas, de 5-20 x 3-7 cm, margen entero o denticulados, ápice agudo. Las inflorescencias en racimos laxos. Los sépalos de color verde amarillento, estrechamente lanceolados, de 4-6 x 1-1,5 mm; pétalos de color blanco, de 5-7 mm. Fruto lineal, de 4-13 cm x 1.5 a 2.5 mm. Semillas marrón, oblongas, de 3-5 x 1.7-2.2 mm; distal del ala, a 0,7 mm de ancho. Floración: junio-agosto.

## Hábitat
Se encuentra en las zonas húmedas sombrías, pedregosas y matorrales laderas, pendientes de las montañas y cañones, matorrales de aliso.
a una altitud de 1500-2800.

## Distribución
Se distribuye por Estados Unidos (W Idaho, NE Oregón, Utah).

## Taxonomía
Chlorocrambe hastata fue descrita por (S.Watson) Rydb.  y publicado en Annals of the Missouri Botanical Garden 9(3): 298. 1922[1923].
Etimología
Chlorocrambe: nombre genérico que deriva de las palabras del griego antiguo chlor-, "verde" y crambe, "como una col", en referencia a su follaje que es semejante a una col rizada; Crambe es otro género de Brassicaceae.
hastata: epíteto latino que significa "en forma de lanza".
Sinonimia
- Caulanthus hastatus S.Watson
- Streptanthus hastatus (S. Watson) M. Peck[4]